# Rue Benjamin-Godard
La rue Benjamin-Godard est une voie du 16e arrondissement de Paris, en France.

## Situation et accès

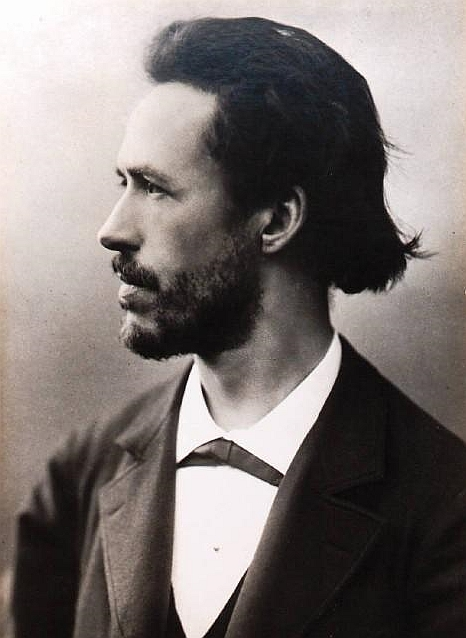
Le compositeur français Benjamin Godard (1849-1895).

Rue en courbe d'une centaine de mètres, elle se situe dans le prolongement de la rue de Lota et se termine à la jonction des rues Dufrenoy, Spontini et de l'avenue Victor-Hugo.
Le quartier est desservi par la ligne de métro 9 à la station Rue de la Pompe et par la ligne C du RER à la gare de l'avenue Henri-Martin.
Au croisement avec l'avenue Victor-Hugo se trouve la place Mike-Brant.

## Origine du nom
Elle est nommée en l'honneur du compositeur français Benjamin Godard (1849-1895).

## Historique
La rue est ouverte en 1905 et prend sa dénomination actuelle en 1907, au détriment d'une autre rue qui est alors débaptisée. Elle s’appelait auparavant « rue Maxime ».

## Bâtiments historiques et lieux de mémoire
- No 8 : Ipécom Paris, un institut privé de préparation aux examens et concours aux grandes écoles de commerce.

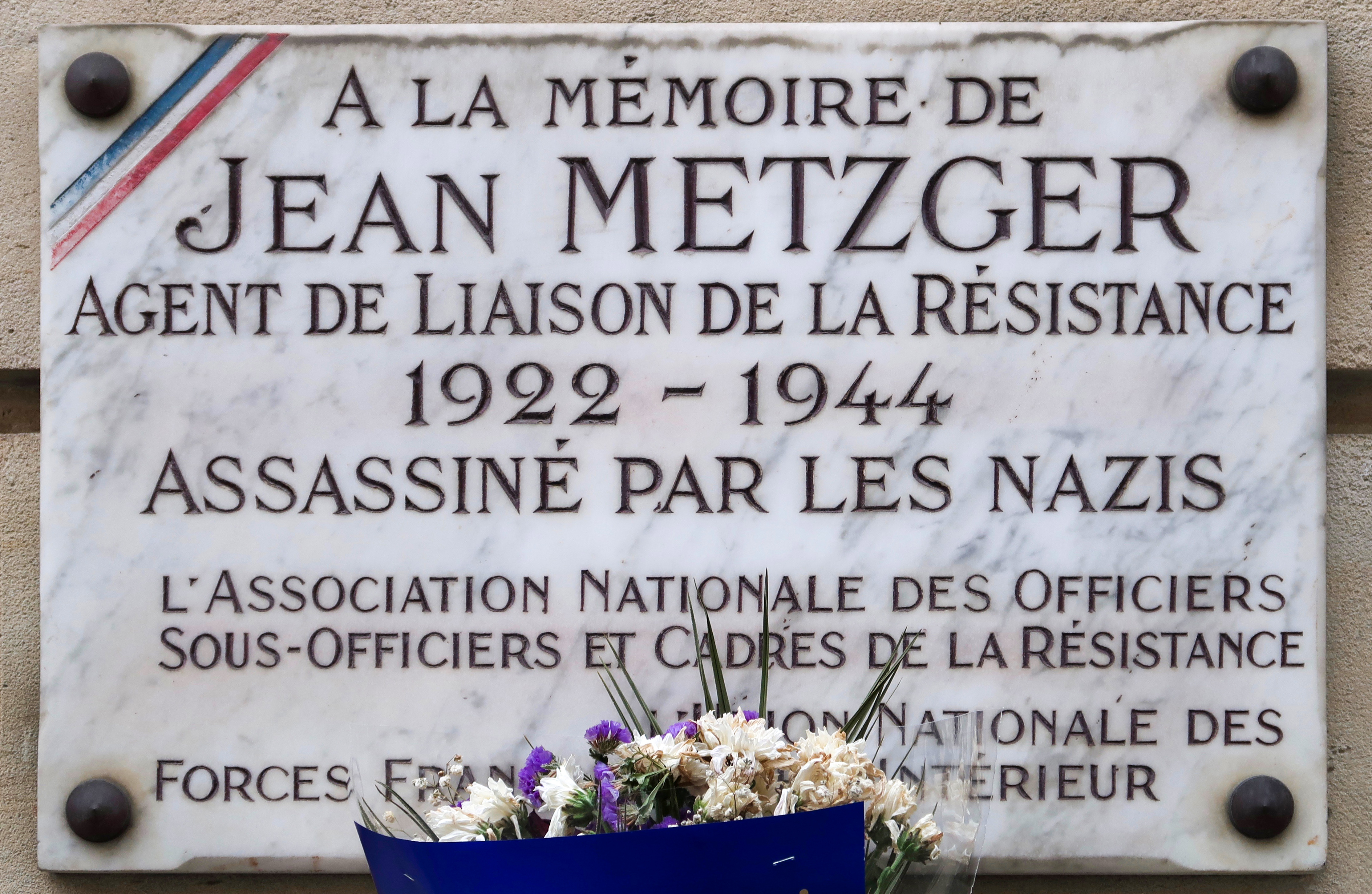
Plaque au no 8 en hommage au résistant Jean Metzger.